# Ron Grahame
Ronald Ian Grahame (* 7. Juni 1950 in Victoria, British Columbia) ist ein ehemaliger kanadischer Eishockeytorwart, der von 1973 bis 1981 für die Boston Bruins, Los Angeles Kings und die Québec Nordiques in der National Hockey League sowie die Houston Aeros in der World Hockey Association spielte. Sein Sohn John ist ebenfalls professioneller Eishockeytorhüter.

## Karriere
Ron Grahame wurde 1972 von den New York Raiders im General Player Draft der World Hockey Association ausgewählt. Ohne für die Raiders gespielt zu haben, wurde er zu den Houston Aeros transferiert. Dort bestritt er im Verlauf der Saison 1973/74 seine ersten Spiele in der WHA und gewann als dritter Torwart mit den Aeros erstmals die Avco World Trophy. In der Saison 1974/75 war er die Nummer 1 in Houston und gewann mit dem Team erneut die Meisterschaft. Grahame erhielt hinzu noch Auszeichnungen als bester Torhüter und wertvollster Spieler der Play-offs. Zwei Jahre später wurde er erneut als bester Torhüter der WHA ausgezeichnet. Nur drei Torhüter haben in der WHA mehr Shutouts geschafft als Grahame.
Doch dann zog es ihn in die Konkurrenz-Liga, die National Hockey League. Grahame unterschrieb im Oktober 1977 einen Vertrag bei den Boston Bruins und wurde sofort Stammtorhüter. Zu Beginn der Saison 1978/79 wurde er zu den Los Angeles Kings transferiert. Dort war jedoch nur noch die Nummer 2. Während der Saison 1980/81 wurde er an die Québec Nordiques verkauft, für die er noch ein paar Spiele bestritt. Außerdem spielte er in der Saison noch in der American Hockey League bei den Binghamton Whalers. Danach beendete er seine Karriere und gehörte für insgesamt drei Jahre zum Trainerstab der University of Denver.

## Erfolge und Auszeichnungen
- BCJHL First All-Star Team: 1969
- WCHA First All-Star Team: 1973
- WCHA Player of the Year: 1973
- NCAA West First All-American Team: 1973
- Avco World Trophy: 1974[1], 1975
- Ben Hatskin Trophy: 1975 und 1977 (bester Torhüter der WHA)
- WHA Playoff MVP: 1975
- WHA First All-Star Team: 1975
- WHA Second All-Star Team: 1976